# Cal Lluçà
El Mas Lluçà o Cal Lluçà és un conjunt d'edificis del municipi de Santpedor (Bages) amb una masia pairal del segle xiv i un molí fariner hidràulic que forma part de l'Inventari del Patrimoni Arquitectònic de Catalunya. Són diversos els membre de la família Llussà que van destacar, entre d'altres el cofundador del convent de Franciscans el 1692 i el mateix Isidre Lluçà Casanoves, més conegut com el Timbaler del Bruc. Els Llussà d'ara són exemplars pagesos que s'han modernitzat.
El mas pertany al terme municipal de i l'accés en vehicle de motor és possible i no és gens complicat. Únicament cal arribar fins a Santpedor i seguir les indicacions de mas Llussà o Caseta de Llussà (casa de turisme rural). S'hi pot accedir des de Barcelona per l'A-2 Barcelona-Martorell i C-55 Abrera - Manresa. Autopista C-16 Barcelona - Terrassa - Manresa. i BV-4501; des de Lleida per l'Eix transversal C-25 i BV-450; des de Vic-Girona per l'Eix transversal C-25 i C-55 (Eix del Cardener), BV-4501, i des de Tarragona per l'Autopista AP-7/E-15 fins a Martorell i C-55 Abrera - Manresa.

## Descripció

### Masia
Es tracta d'una masia de planta basilical, coberta a doble vessant i amb el carener perpendicular a la façana, orientada a migdia. A la façana s'obren les galeries d'arc de mig punt seguint els models de les masies amb galeries pròpies del segle xviii. Al mur de migdia s'alça una torre quadrada amb quatre obertures petites a la part superior, rematada amb merlets. La masia no és arrebossada i es veu l'aparell irregular. l mas és actualment el resultat de nombroses reformes i ampliacions. La darrera és la construcció d'una façana porxada i una torre adossada feta durant les guerres carlines del segle xix. Aquest edifici representa clarament l'esperit de les antigues pairalies de les grans nissagues catalanes i és sens dubte un dels millors exemples de gran mas a la comarca. La casa conserva una teuleria o forn de coure obra (maons i teules), testimonis de les seves antigues activitats.

### Teuleria
La teuleria del Mas Llussà es troba a la vora del Riu d'Or. Situada a l'esquerra del camí veïnal que uneix el Mas Llussà i la Caseta de Llussà, aproximadament a 1 km del mas. La Teuleria consta bàsicament de dues parts, el cobert i el forn. El cobert és un teulat de dos vessants sostingut per columnes sense cap paret lateral, servia per protegir de la pluja les peces de fang abans de coure-les i emmagatzemar-les un cop cuites. El forn és una impressionant construcció cilíndrica de pedra, amb una obertura superior que dona directament al cobert per col·locar o treure el material a coure. El forn està subdividit per una graella de volta de pedra que separava la zona de foc de la zona on deixaven el material per coure.

### Molí
El Molí de Llussà és un molí fariner hidràulic del segle xiv format per l'edifici on tenia lloc la molta amb tota la màquinaria i el seu sistema de captació d'aigua. El molí es troba a la vora del Riu d'Or. Situat a la dreta del camí veïnal que uneix el Mas Llussà i la caseta de Llussà. És a tocar de les últimes edificacions del mas.
Es tracta d'un molí molt ben conservat format per una caseta de dos pisos, la bassa, i tot un conjunt de canals i conduccions per portar o desguassar l'aigua. El pis superior era utilitzat com a magatzem i és una ampliació posterior a l'edifici original. Al pis inferior, sota una impressionant volta de canó hi ha l'espai pròpiament del molí. El molí segueix el model de molí vertical perquè un eix vertical uneix la mola superior amb un rodet de fusta amb paletes còncaves situat en un espai inferior. Al rodet, per tal de girar i fer rodar la mola superior, hi incidia el doll d'aigua que baixava a pressió per una conducció vertical provinent de la bassa superior. Tot el conjunt d'utillatge va ser reconstruït seguint el model d'altres molins catalans del mateix tipus. La bassa d'aigua, actualment reomplerta de terra i amb arbres plantats, s'emplenava de l'aigua del Riu d'Or que s'agafava en una resclosa situada aproximadament a un quilòmetre i que per mitjà d'una séquia arribava fins a la bassa.
Molí documentat des de l'any 1391. El document esmenta un plet sobre l'ús de l'aigua del Riu d'Or entre el propietari del molí Guillem de Godenchs i el propietari del mas en Valentí de Llussà. El 1410, el Mas Llussà compra el molí a la família Godenchs. El 1605 hi ha documentada una compra a Barcelona de dues moles. El 1780 Ignasi Llussà reconstrueix el molí i el torna a fer funcionar. Sabem que el 1876 el molí ja no funcionava de feia uns anys.
L'any 2000, s'acaba la restauració i la reconstrucció actual.

### Caseta
Actualment, a uns 500 metres de la casa pairal, s'hi troba la Caseta de Lluçà. Una casa de turisme rural que té els seus orígens al segle xviii i que ha estat totalment renovada des de l'any 2002.

## Història
Aquesta important masia del terme de Santpedor. Amb anterioritat, tenim la presència de Pere de Llussà (Luzano), possible membre de la família i el seu fill que surten citats en la Carta de Franqueses del rei Alfons I, de cap al 1192, quan el monarca els atorga una taula per poder vendre al nou mercat setmanal de la Vila. Aquesta família possiblement podria estar emparentada amb la casa comtal Barcelonesa i amb la família dels Lluçà, senyors del Lluçanès. El Mas va mantenir-se sempre habitat. El fogatge de 1553 esmenta a Pere Llussà. En Jane Llussà fou cofundador del convent de Franciscans de Santpedor el 1692.
El pare del Timbaler, Joan Llussà i Feixas, era fill fadristern d'aquest mas. Els seus pares eren Josep Llussà, pagès, i Agnès Feixas (filla del mas Feixas de Sant Martí de Torroella). Ell era traginer i va venir a viure a la Vila, on l'any 1789 es casà amb la pubilla de la família Casanoves, paraires de professió, també de profundes arrels a la vila, i es quedà a viure a casa dels sogres, la qual casa passà a la família Llussà-Casanoves i als seus descendents i fou la casa nadiua del Timbaler del Bruc.
La casa pairal dels Llussà és tan sols a un quart d'hora de camí del poble, i donat que era la casa dels seus avis paterns, que gaudien de bones propietats agrícoles, i que era situada a tocar del Riu d'Or, deuria ser normalment visitada per la família del Timbaler i per la seva nombrosa prole, quan a l'estiu l'aigua d'aquella riera convidava a fer un bany refrescant. A la casa dels avis -un gran mas- s'estava millor que a la pròpia casa, una humil i estreta casa de fang de dos pisos, construïda al raval de la muralla de la vila, amb habitacions que havien de compartir els nombrosos germans. Segons la llegenda de la Batalla del Bruc, el minyó de Santpedor, Isidre Llussà Casanoves va protagonitzar la batalla del Bruc contra els francesos, juntament amb el seu tambor i en va sortir victoriós.